# Dirk Holemans
Dirk Holemans (ur. 26 maja 1965 w Mortsel) – belgijski (flamadzkojęzyczny) polityk, nauczyciel akademicki i publicysta, w 2003 sekretarz polityczny (przewodniczący) Agalev.

## Życiorys
Studiował bioinżynierię na Uniwersytecie Gandawskim, uzyskał na nim tytuł kandydata (licencjata) z filozofii i magisterium z zarządzania w biznesie. Pracował jako badacz na uczelni Technion, następnie badacz na Uniwersytecie Gandawskim (filozofia środowiska i technologii) i Uniwersytecie Antwerpskim (środowisko i metody podejmowania decyzji). Wykładał etykę w technologii na Uniwersytecie Technicznym w Delft. Był założycielem i redaktorem naczelnym czasopisma „Oikos”, opublikował kilka książek poświęconych tematyce ekologicznej.
W latach 1999–2004 zasiadał w Parlamencie Flamandzkiej Wspólnoty Belgii. Po porażce w wyborach parlametarnych w 2003 od czerwca do listopada tegoż roku był politycznym sekretarzem ugrupowania Agalev (wraz z końcem jego kadencji przyjęło ono nazwę Groen!). Pracował następnie jako dyrektor domu kulturalnego i doradca rządu regionalnego ds. mobilności, został dyrektorem think tanku Oikos. Przez około 20 lat zasiadał w radzie miejskiej Gandawy, w 2018 nie ubiegał się o reelekcję.